# Ночевной Іван Сергійович
Іван Сергійович Ночевной (3 березня 1989, м. Мінськ, СРСР) — білоруський хокеїст, захисник. 
Виступав за «Юніор» (Мінськ), ХК «Вітебськ», ХК «Брест».